# Brio-plaatjes
Brio-plaatjes zijn plaatjes met afbeeldingen van sportlieden, die in de jaren zestig door de margarine-fabriek Brio in Nederland werden verspreid.
In 1964 maakte Brio een serie van 68 plaatjes van sporters die deelnamen aan de Olympische Winterspelen in Innsbruck en Olympische Spelen in Tokio. Ze konden worden geplakt in het album Olympische Spelen 1964 Innsbruck - Tokio, dat was geschreven door Jan Koome en geïllustreerd door Dik Bruynestein.
In 1968 richtte Brio zich op de Olympische Winterspelen in Grenoble. Er werd toen een serie van tien kaarten van schaatsers uitgebracht, waarvan er een bij aankoop van twee pakjes Brio werd verstrekt.
De tien schaatsers waren:
1. Kees Verkerk,
2. Ard Schenk,
3. Peter Nottet,
4. Jorrit Jorritsma,
5. Fred Anton Maier,
6. Per Willy Guttormsen,
7. Valery Kaplan,
8. Jonny Nilsson,
9. Stien Kaiser
10. Lidia Skoblikova.

De Brio-plaatjes zijn intussen een geliefd object geworden voor verzamelaars.